# Haingoniaina Durianah Ramiandrisoa
Haingoniaina Durianah Ramiandrisoa Ramilavonjy, née le 5 mai 1997 à Ihosy, est une judokate malgache.

## Carrière
Haingoniaina Durianah Ramiandrisoa obtient une médaille de bronze aux Jeux des îles de l'océan Indien 2015 à La Réunion.
Elle est médaillée de bronze des championnats d'Afrique de judo 2020 à Antananarivo dans la catégorie des plus de 78 kg.